# Caracciolóiak
A caracciolóiak (latinul: Ordo Clericorum Regularium Minorium, olaszul: Chierici regolari minori) egy pápai jogú férfi vallási rend, amelynek a tagjai a C.R.M. mozaikszót adják nevükhöz.

## Története

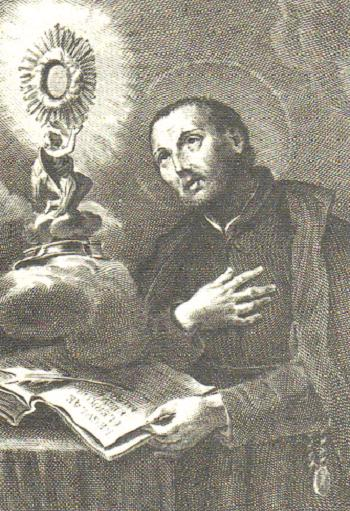
Caracciolo Szent Ferenc, a rend alapítója

A rend 1588-ban jött létre Nápolyban a tridenti zsinat utáni katolikus restauráció légkörében. A genovai patrícius és hercegi családból származó Giovanni Agostino Adorno (1551–1591) alapította Fabrizio Caracciolo (1555–1615) apáttal, a marsicoveterei hercegek családjából és Francesco Caracciolóval (1563–1608), a San Buono hercegek ágából: mivel hármuk közül ez utóbbit emelték egyedül az oltárok tiszteletére, Caracciolo Szent Ferencet tekintik a főalapítónak, és tőle származik a rend népi megnevezése.
A genovai nemesi családból származó, politikai pályafutását felhagyó Adorno úgy döntött, hogy a vallásos életnek szenteli magát, és Nápolyban telepedett le szellemi vezetője, a theatinus szerzetes, Basilio Pignatelli nyomán; a városban csatlakozott a fehérek társaság (Bianchi) testvériséghez, amely a halálra ítéltek megsegítésére törekszik. Pappá szentelve új vallásos testvériség létrehozását kezdte tervezni.
Adorno Fabrizio (szintén a Bianchi társaság tagja) Francesco Caracciolo közreműködését kérte: hárman a nápolyi Camaldoli di San Salvatore remeteségébe vonultak vissza, ahol elkészítették a leendő gyülekezet reguláját, majd a két Caracciolo Rómában megszerezte V. Szixtusz pápa jóváhagyását (1588. július 1-jei Szent vallási bulla).
A három alapító és első kilenc társuk kezdetben a Santa Maria della Misericordia templomban telepedett le, de 1591-ben megszerezték a Santa Maria Maggiore templomot, amelynek Fabrizio Caracciolo az apátja volt. XIV. Gergely pápa megerősítette a rendet, és kiterjesztette rájuk a theatinusoknak már biztosított kiváltságokat (1591. február 18-i bulla), és 1592-ben VIII. Kelemen pápa megengedte nekik, hogy tegyenek egy negyedik fogadalmat, miszerint nem törekszenek egyházi méltóságra.
Caraccioliniék 1595-ben alapították első házukat Rómában, a lucinai San Lorenzo-templomban, ahol később az általános kúria is megalakult. Francesco Caracciolónak köszönhetően, aki Madridban, Valladolidban és Alcalá de Henaresben alapított házakat, a rend gyorsan terjedt Spanyolországban is. A 18. században misszionáriusként eljutottak Kínába.
Francesco Caracciolót XIV. Kelemen pápa avatta boldoggá 1769-ben, VII. Piusz pápa pedig 1807. május 24-én avatta szentté.

## Tevékenysége és elterjedése
A caracciolinók a papi szolgálatnak (lelki vezetés, küldetések, prédikáció) és az irgalmasság különféle cselekedeteinek (betegek, foglyok segítése) szentelik magukat: kötelesek naponta egy órás szentségimádást tartani. folyamatos körimádság) és rendkívüli vezeklésre.
A caracciolinó közösségek jelen vannak Kongóban, Kenyában, a Fülöp-szigeteken, Németországban, Indiában, Olaszországban és az Amerikai Egyesült Államokban a legfőbb moderátor, aki a generális prépost címet viseli, Rómában, a Santi Angeli Custodi-templomban székel.
2005, december 31-én az intézetnek 15 háza volt és 86 szerzetes, ebből 44 pap.

## Fordítás
- Ez a szócikk részben vagy egészben  a   Chierici regolari minori című olasz Wikipédia-szócikk ezen változatának fordításán alapul.  Az eredeti cikk szerkesztőit annak laptörténete sorolja fel. Ez a jelzés csupán a megfogalmazás eredetét és a szerzői jogokat jelzi, nem szolgál a cikkben szereplő információk forrásmegjelöléseként.

## Bibliográfia
- Pápai évkönyv 2007-re, Libreria Editrice Vaticana, Vatikánváros 2007. ISBN 978-88-209-7908-9
- Bibliotheca Sanctorum (12. kötet), XXIII. János Intézet a Lateráni Pápai Egyetemen, Róma, 1961–1969
- Rizzoli Larousse Universal Encyclopaedia (15. kötet), Rizzoli kiadó, Milánó, 1966–1971
- Dizionario di erudizione storico-ecclesiastica. Velence: Tipografia Emiliana, 201–208. o.
- Guerrino Pelliccia és Giancarlo Rocca (szerk.), Dictionary of Institutes of Perfection (10. kötet), Pauline Editions, Milánó, 1964–2003